# Malur d'espatlles blanques
El malur d'espatlles blanques (Malurus alboscapulatus) és una espècie d'ocell de la família dels malúrids que viu a l'illa de Nova Guinea.
El seu nom específic, alboscapulatus, significa ‘d'espatlles blanques'.